# Myscelia rogenhoferi
Myscelia rogenhoferi är en fjärilsart som beskrevs av Felder 1869. Myscelia rogenhoferi ingår i släktet Myscelia och familjen praktfjärilar. Inga underarter finns listade i Catalogue of Life.